# Frederick Solly-Flood
Frederick Solly-Flood QC (7 de agosto de 1801- Gibraltar, 13 de mayo de 1888) fue un abogado británico que fue fiscal general de Gibraltar. Es más conocido por su participación en las audiencias de rescate del Mary Celeste, un bergantín mercante estadounidense que fue encontrado desierto y navegando a la deriva en el océano Atlántico.

## Biografía
Frederick Solly era hijo de Frances Flood y Richard Solly, un pescadero de Londres. Heredó fincas en el condado de Wexford, Irlanda, que eran propiedad de su abuelo materno, el abogado y político sir Frederick Flood, primer baronet, asumiendo el nombre adicional de Flood por carta patente de 1818. Estudió en Harrow School y posteriormente en la Universidad de Cambridge, donde obtuvo su licenciatura en 1825 y su maestría en 1828. Ingresó en Lincoln's Inn y fue admitido en la barra de abogados en 1828, luego estableció su práctica legal en Londres y formó parte del Concilio Real.
Las dificultades financieras derivadas de su afición a los juegos de azar lo obligaron a vender su práctica jurídica y a aceptar el cargo de fiscal general de Gibraltar en 1886. Durante su estancia en el puesto llegó a la costa gibraltareña el Mary Celeste, tripulado por un equipo de salvamento de tres hombres que reclamaron la recompensa. El bergantín había sido encontrado abandonado y navegando a la deriva en el océano Atlántico, frente a las islas Azores, el 5 de diciembre de 1872. Solly-Flood acusó al equipo de rescate de piratería, alegando que habían matado a la tripulación original. Aunque no se comprobaron sus teorías, convenció al juez de limitar la recompensa a una fracción de su verdadero valor. Ocupó el puesto de fiscal general hasta 1877.
Solly-Flood se había casado con Mary Williamson y tuvo siete hijos, uno de los cuales fue el general sir Frederick Richard Solly-Flood KCB. Murió en 1888 y fue enterrado en el cementerio de Gibraltar.